# Barabba (film 1953)
Barabba (Barabbas) è un film del 1953 diretto da Alf Sjöberg.